# Hans Schweikart
 (août 2017).
- Si vous ne connaissez pas le sujet, laissez ce bandeau (vous pouvez alors contacter les auteurs).
- Si vous supprimez le contenu mis en cause (vous pouvez préalablement contacter les auteurs),

argumentez précisément cette suppression dans la page de discussion
(un manque de référence n'est pas un argument ; une recherche réelle de référence doit avoir été effectuée, être formellement documentée).
 (août 2017).
Si vous disposez d'ouvrages ou d'articles de référence ou si vous connaissez des sites web de qualité traitant du thème abordé ici, merci de compléter l'article en donnant les références utiles à sa vérifiabilité et en les liant à la section « Notes et références ».
Hans Schweikart, né le 1er octobre 1895 à Berlin mort le 1er décembre 1975 à Munich, est un acteur, producteur et réalisateur allemand.

## Biographie
Il obtint son premier succès en tant que réalisateur en 1940 avec Befreite Hände (Les Mains libres) qui sortit aux États-Unis sous le nom de Freed Hands, où il fit jouer Olga Tchekhova, actrice célèbre de l'époque.
Il réalise exclusivement pour la télévision à partir de 1958.
Il fut directeur du théâtre Kammerspiele de Munich, de 1947 à 1972.
Hans Schweikart est inhumé au cimetière de Bogenhausen à Munich.

## Filmographie sélective

### Réalisateur
- 1938 : Das Mädchen mit dem guten Ruf
- 1939 : Fasching
- 1939 : Les Mains libres (Befreite Hände)
- 1940 : Das Fräulein von Barnhelm
- 1940 : Das Mädchen von Fanö (aux États-Unis : The Girl of Fano)
- 1941 : Camarades (Kameraden, Ritt zwischen den Fronten, aux États-Unis : Comrades)
- 1942 : Der unendliche Weg
- 1944 : In flagranti
- 1944 : Ich brauche dich
- 1948 : Frech und verliebt
- 1949 : Das Gesetz der Liebe (aux États-Unis : Law of Love)
- 1950 : Geliebter Lügner (au Royaume-Uni : Beloved Liar)
- 1953 : Muß man sich gleich scheiden lassen? (de)
- 1954 : Ein Haus voll Liebe
- 1955 : La Princesse du Danube bleu (An der schönen blauen Donau)

### Acteur
Cinéma muet
- 1919 : De profundis
- 1920 : Sizilianische Blutrache : Pietro
- 1921 : Das Haus zum Mond : Fabian
- 1921 : Wer unter Euch ohne Sünde ist ?
- 1922 : Die höllische Macht de Robert Wiene
- 1923 : Der Puppenmacher von Kiang-Ning
- 1924 : Zwei Kinder : Peter Ovestad